# Dietrich II. von Moers

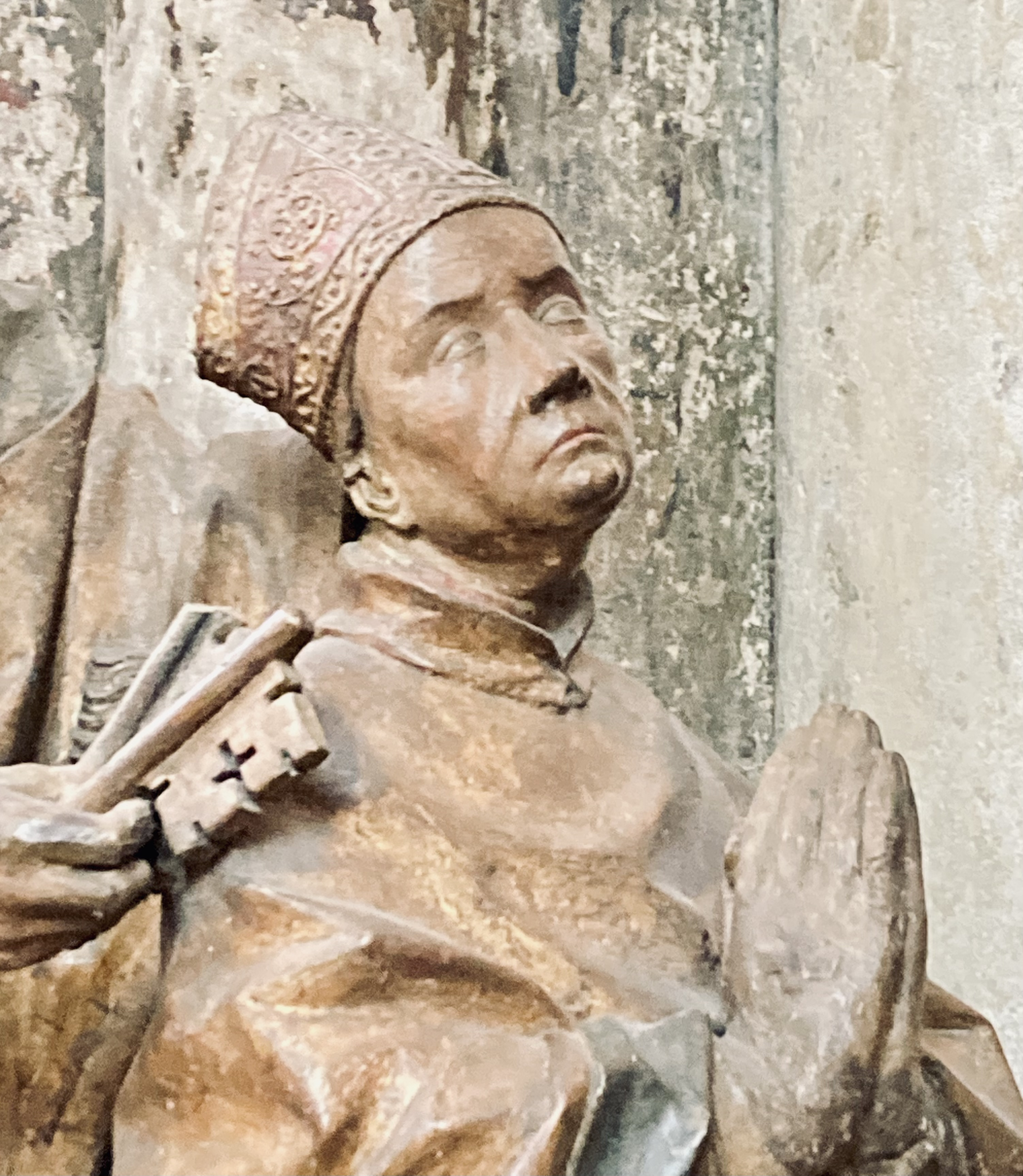
Dietrich von Moers: Epitaph im Kölner Dom

Dietrich von Moers (* um 1385; † 14. Februar 1463 auf Burg Friedestrom in Zons) war als Dietrich II. von 1414 bis 1463 Erzbischof des Erzbistums Köln und ab 1415 als Dietrich III. Administrator des Bistums Paderborn.

## Leben und Herrschaft

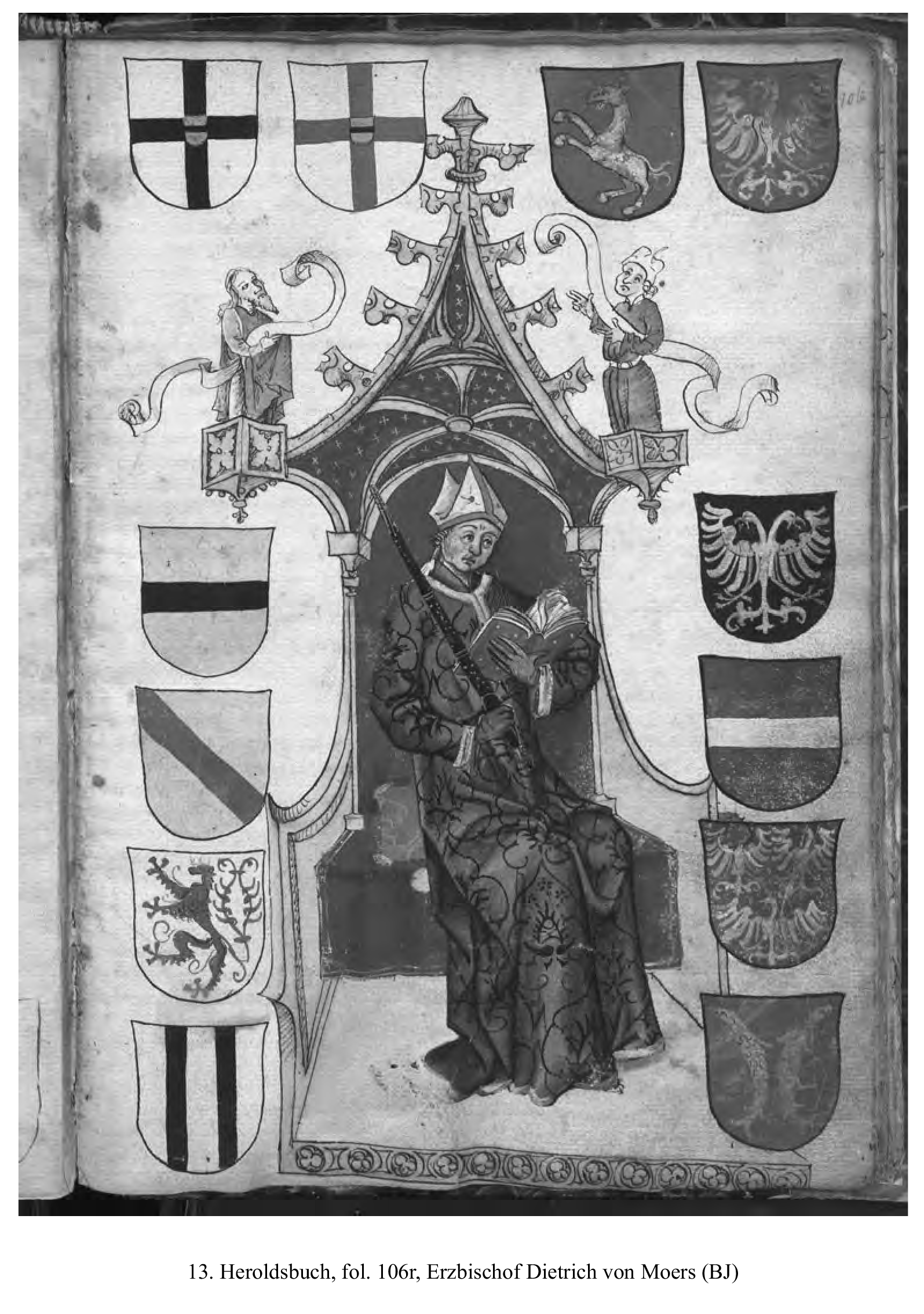
Dietrich von Moers mit seinen Wappen, Heroldsbuch 1479, jetzt Jagiellonische Bibliothek Krakau

Dietrich war der zweite Sohn des Grafen Friedrich III. von Moers und dessen Ehefrau Walburga von Saarwerden. Seine beiden Brüder Heinrich und Walram waren beide nacheinander Bischof von Münster. Der Kölner Erzbischof Friedrich III. von Saarwerden war der Bruder seiner Mutter.
Sein Onkel Friedrich III. von Saarwerden setzte ihn 1397 zum Propst des Cassius-Stifts in Bonn ein. Gleichzeitig bekam Dietrich eine Domherrenstelle in Köln, ohne höhere Weihen empfangen zu haben. Ab 1401 studierte er in Heidelberg und Bologna. 1409 nahm er als Vertreter seines Onkels am Konzil von Pisa teil.
Nach dessen Tode wurde Dietrich am 24. Mai 1414 mit der Mehrheit von 16 Stimmen und zahlreichen Versprechungen seinerseits an die Domherren zum neuen Erzbischof von Köln gewählt. Damit setzte er sich gegen seinen mächtigen Gegenspieler, den Paderborner Bischof Wilhelm von Berg durch. Die Wahl fand im Bonner Münster statt, da seine Wähler sich in Köln vor seinem Gegenkandidaten nicht sicher fühlten. Bei der nun folgenden Auseinandersetzung konnte sich Dietrich aber schnell durchsetzen und schon im Folgejahr sogar das Bistum Paderborn erwerben. Die päpstliche Approbation verschaffte er sich mit Unterstützung des Königs und durch zahlreiche Zahlungen noch im Oktober 1414.
Zu diesem Zeitpunkt hatte er noch keine Weihen empfangen. Am 3. November 1414 ließ er sich zum Priester und am 3. Februar 1415 zum Bischof weihen. Die Krönungsmesse für König Sigismund, welchem Dietrich die Krone aufs Haupt setzte, war zugleich seine Primizfeier.
In den folgenden Jahren versuchte Dietrich, ein großes, zusammenhängendes Territorium am Niederrhein und in Westfalen und für seine Familie ein fast bis zur Nordsee reichendes Herrschaftsgebiet zu errichten. Dadurch geriet er immer wieder in Konflikt mit seinem mächtigen Gegner, dem Herzog von Kleve. Dieser war gleichzeitig Graf von der Mark und war bestrebt, seine Macht vielfach in den gleichen Gebieten wie der Erzbischof zu erweitern.
1415 wurde Dietrich Administrator des Hochstifts Paderborn. Seine Bemühungen kosteten ihn nicht nur erhebliche Summen, sondern er verstand sie auch durch die Verheiratung seiner Nichte Adelheid von Tecklenburg mit einem seiner Gegenspieler zu sichern. Seine Bestrebungen, das Fürstbistum dem Erzbistum Köln einzuverleiben, hatten nur vorübergehenden Erfolg. 1429 hob Papst Martin V. auf sein Verlangen hin das Bistum auf. Dies rief den massiven Widerstand von Domkapitel, Adel und Städten hervor. Das Domkapitel von Paderborn, das durch die Aufhebung des Bistums überflüssig wurde, konnte von Papst Eugen IV. im Jahr 1431 die Wiederherstellung des Bistums erreichen.
1424 wurde auf Betreiben des Erzbischofs sein Bruder Heinrich von Moers zum Bischof von Münster gewählt. 1441 wurde dieser gleichzeitig Administrator des Bistums Osnabrück. Mit dessen Tod 1450 und der anschließenden Münsterschen Stiftsfehde gingen aber sowohl das Bistum Osnabrück als auch das Bistum Münster dem Einfluss des Kölner Erzbischofs wieder verloren.
In der Reichspolitik gehörte er 1424 zur Opposition der Kurfürsten, die sich gegen König Sigismund im Binger Kurverein zusammenschlossen.
In der Grafschaft Mark unterstützte Dietrich den Bruder des Herzogs von Kleve, Gerhard von Mark zu Hamm, der sich von Kleve unabhängig machen wollte. Dafür erhielt der Erzbischof 1424 das damals bedeutende Kaiserswerth mit dem einträglichen Rheinzoll als Pfandbesitz. Ein Versuch des Anschlusses der Grafschaft an das Erzstift, der von den meisten Städten der Grafschaft unterstützt wurde, scheiterte 1429 am Widerstand der Stadt Unna. 1435 kam es zu einer vertraglichen Einigung der Gegner, welche die Kämpfe vorerst beendete und der Grafschaft Mark zunächst die Unabhängigkeit beließ.
Erfolglos blieb auch Dietrichs Plan, ab 1450 das Herzogtum Berg für viel Geld über einen Erbvertrag zu erwerben. Mit diesem Herzogtum waren zu dieser Zeit das Herzogtum Jülich und die Grafschaft Ravensberg verbunden. Was etwa 80 Jahre vorher seinen Vorgängern mit der Grafschaft Arnsberg gelungen war, misslang in diesem Fall. 1455 wurde dem bis dahin kinderlosen Herzog von Berg unerwartet noch ein Erbe geboren.

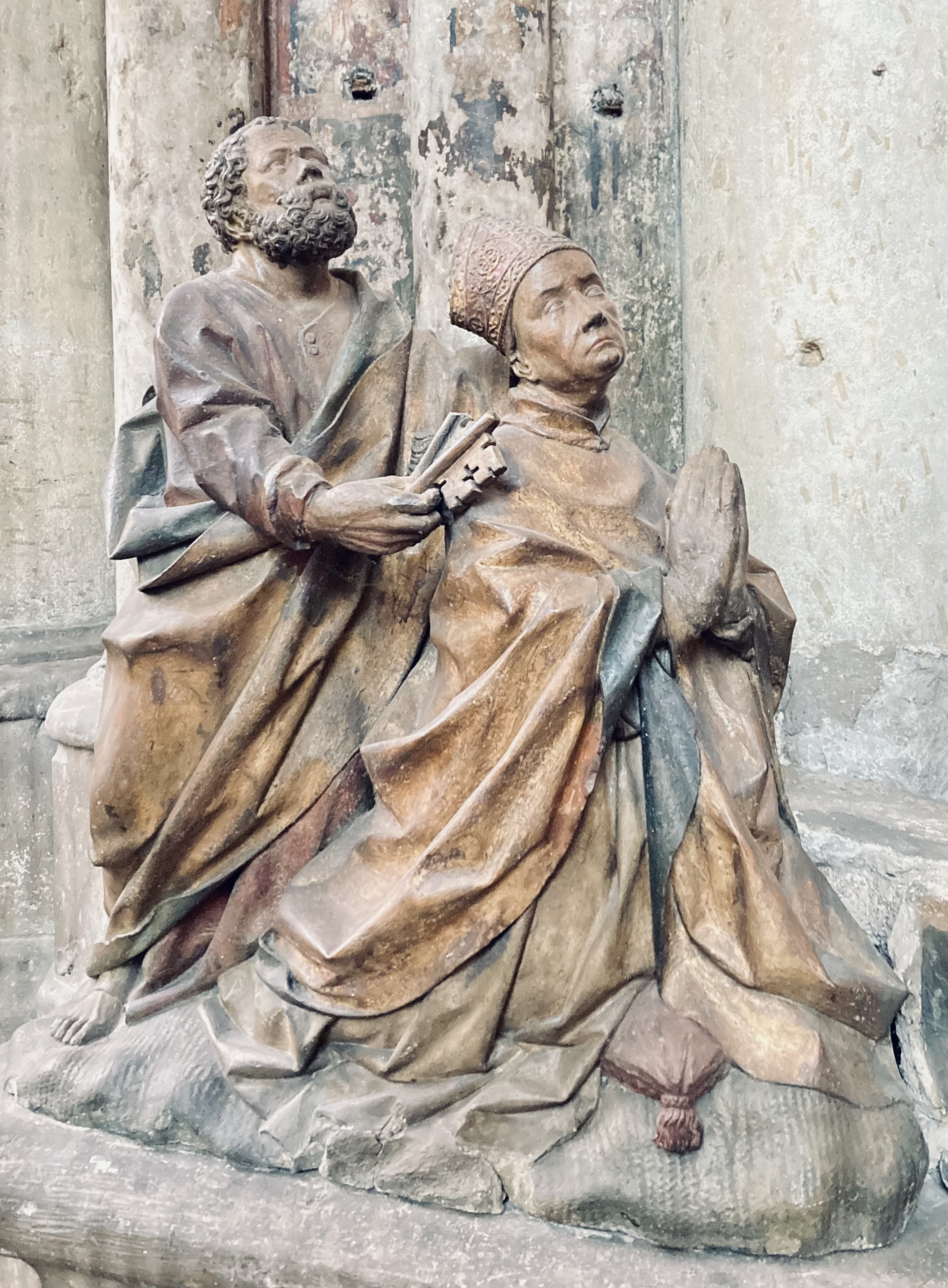
Vom Hl. Petrus empfohlen: Epitaph des Dietrich von Moers im Kölner Dom

Für die Durchsetzung seiner Hegemonialpolitik benötigte Dietrich sehr viel Geld. Die Einführung regelmäßiger Steuern in erforderlicher Höhe konnte er nicht durchsetzen. Als er 1435 versuchte, eine außerordentliche Kopfsteuer mit Gewalt einzutreiben, rief dies einen massiven Widerstand in seinen Ländern hervor. Damit förderte Dietrich ungewollt die Ausbildung einer ständischen Bewegung, die sich nach und nach zur Wahrung ihrer Rechte institutionalisierte.
1437 kam es etwa gleichzeitig im rheinischen Erzstift und im Herzogtum Westfalen zu einer ersten so genannten Erblandesvereinigung. Hiermit begegnen uns die ältesten ständischen Vereinigungen im Deutschen Reich. 1438 gelang es Dietrich noch einmal, gegen Bestätigung ihrer Privilegien und Aufhebung der Kopfsteuer die Einheit der Stände zu sprengen. Dabei konnte er die Stadt Soest als vermeintlichen Rädelsführer innerhalb des Herzogtums Westfalen isolieren. Die Stadt, die bis dahin ein weitgehend gutes Verhältnis zum Landesherrn gehabt hatte, suchte daraufhin Verbündete außerhalb des Landes.
Die seit dieser Zeit schwelenden Streitigkeiten mit der Stadt Soest gipfelten 1444 im Abfall der Stadt von Kurköln und zum Anschluss an das Herzogtum Kleve. In der fünf Jahre dauernden Soester Fehde befand sich Dietrich wieder im Krieg gegen den Herzog von Kleve, hinter dem das mächtige Herzogtum Burgund stand. Des Herzogs weitreichende Pläne zielten auf die Bildung eines eigenen Bistums Kleve und damit auf die Heraustrennung aus dem Erzbistum Köln sowie auf den vollständigen Anschluss des Herzogtums Westfalen an Kleve. 1445 versuchte der mit Burgund verbündete Papst Eugen IV. ohne Erfolg den Erzbischof Dietrich seines Amtes zu entheben, um den Krieg auf diese Weise zu entscheiden.
Dieser Krieg bestand zu großen Teilen aus gegenseitigen Raub- und Plünderungszügen. Bedeutendere Ereignisse waren die Eroberung von Fredeburg und Bilstein zu Beginn des Krieges und die erfolglose Belagerung der Stadt Soest durch den Erzbischof im Jahr 1447. Hierzu hatte Dietrich aus Böhmen Hussiten als Söldner angeworben, die er dort bei seinen Hussitenzügen kennengelernt hatte und die seit dieser Zeit weithin als gefürchtete Kämpfer bekannt waren. 1449 endete der Krieg durch einen von beiden Seiten anerkannten päpstlichen Schiedsspruch zu Maastricht. Keine Seite hatte die Oberhand gewinnen können. Soest und Xanten verblieben bei Kleve, während Fredeburg/Bilstein und Kaiserswerth bei Kurköln blieben. Damit kam die Entwicklung zum Abschluss, die dem kurkölnischen Gebiet seine Endgestalt mit den drei räumlich getrennten territorialen Gebilden verlieh (Rheinisches Erzstift, Vest Recklinghausen und Herzogtum Westfalen). Nach Beendigung der Soester Fehde versuchte Dietrich II. seinen Bruder Walram von Moers in der Münsterischen Stiftsfehde zum Bischof von Münster zu machen.
Weil er auf andere Weise nicht genügend Geld erhalten konnte, versuchte der Erzbischof, seinen Finanzbedarf über Kredite zu decken. Zu ihrer Absicherung verpfändete er ab etwa 1438 und verstärkt ab 1444 nach und nach fast alle landesherrlichen Einnahmen. War er bisher immer für die Einheit und für die Erweiterung seiner Länder eingetreten, so geriet durch diese zweifelhafte Finanzpolitik die Einheit der kurkölnischen Territorien immer mehr in Gefahr. Vor allem Randgebiete drohten durch die Verpfändung von Ämtern beziehungsweise Amtsbezirken in den Herrschaftsbereich benachbarter Herrscher zu geraten. Hiergegen traten die Stände immer wieder als Wahrer der Landeseinheit hervor, indem sie von sich aus und auf ihre Kosten Pfandschaften zurück erwarben. Gleichzeitig stärkten sie damit ihre eigenen Rechte.
Die Gebiete, über die Erzbischof Dietrich die Herrschaft anstrebte, decken zu großen Teilen das heutige Land Nordrhein-Westfalen ab. Die von ihm und seinen Vorgängern erstrebte Vormachtstellung der Erzbischöfe von Köln im nördlichen Rheinland und in Westfalen konnte Dietrich letztlich nicht erreichen. Ganz im Gegenteil führte das mit seinem Tod eintretende Machtvakuum schon bald unter seinem Nachfolger Ruprecht von der Pfalz zu einem Krieg mit Burgund, welches sich letztlich das Herrschaftsgebiet der Kölner Erzbischöfe einverleiben wollte.
1421 und 1431 nahm Dietrich als Reichsfürst an den erfolglosen Feldzügen von Reichsheeren gegen die Hussiten teil. Als Kurfürst wählte Dietrich 1438 Albrecht II. von Habsburg und 1440 Friedrich III. von Habsburg zum deutschen König.
Als Bischof wirkte er in seiner Diözese durch Visitationen und Provinzialkonzilien. Sein Wirken blieb anscheinend ausschließlich auf Stiftsklerus und Klosterpolitik ausgerichtet. Die Pfarreien und damit die Seelsorge vor Ort interessierten ihn offenbar wenig. Er persönlich tat sich durch eine ausgeprägte Marienverehrung hervor.
Dietrich II. von Moers starb 1463 auf der Burg Friedestrom zu Zons. Er ist im Chorumgang des Kölner Doms beigesetzt.